# Сен-Жорж-ла-Пуж
Сен-Жорж-ла-Пуж (фр. Saint-Georges-la-Pouge) — коммуна во Франции, находится в регионе Лимузен. Департамент коммуны — Крёз. Входит в состав кантона Понтарьон. Округ коммуны — Гере.
Код INSEE коммуны — 23197.

## Население
Население коммуны на 2010 год составляло 349 человек.
| 1962 | 1968 | 1975 | 1982 | 1990 | 1999 | 2010 |
| ---- | ---- | ---- | ---- | ---- | ---- | ---- |
| 465  | 495  | 427  | 418  | 328  | 311  | 349  |

## Экономика
В 2010 году среди 197 человек трудоспособного возраста (15—64 лет) 138 были экономически активными, 59 — неактивными (показатель активности — 70,1 %, в 1999 году было 62,6 %). Из 138 активных жителей работали 118 человек (66 мужчин и 52 женщины), безработных было 20 (11 мужчин и 9 женщин). Среди 59 неактивных 14 человек были учениками или студентами, 35 — пенсионерами, 10 были неактивными по другим причинам.